# Трухін Дмитро Юрійович
Дмитро Юрійович Трухін (* 29 червня 1983, Луцьк, УРСР) — колишній український футболіст, півзахисник.

## Футбольна біографія
Свої перші кроки у футболі Дмитро робив у луцькій спортшколі у тренера Василя Войтовича. У 1998-1999 роках виступав за юнацьку команду «Волині» у Дитячо-юнацькій футбольній лізі (ДЮФЛ) України. Пізніше продовжив навчання у львівському училищі фізичної культури (УФК), у тренера Володимира Данилюка.
У 2000 році отримує запрошення в професійну команду ФК «Львів», де 15 червня, ще в 16 річному віці, дебютував у матчі проти вінницької «Ниви». У львівській команді провів п'ять поєдинків. Влітку 2001 року, молодий гравець перейшов в команду «Сокіл» з Золочева, де мав більш стабільну ігрову практику, а 21 жовтня 2001, в матчі «Сокіл» - «Галичина», відзначився і своїм першим голом на професійному рівні.
З квітня 2003 виступає за друголіговий клуб «Газовик-Скала», у складі якого, в сезоні 2003/04 завоював путівку у Першу лігу. На початку 2006 року, Трухін отримує запрошення в клуб першої ліги «Кримтеплиця», де грав до червня 2007 року.
У липні 2007 року, Дмитро підписав однорічний контракт з алчевською «Сталлю». Повністю провів за команду весь сезон 2007/08, після чого відіграв в алчевський клуб ще півроку. В кінці 2008 року, який тренував «Сталь» Олега Смолянинова змінив Вадим Плотников, при якому півзахисник став рідше потрапляти в стартовий склад команди. У цей період Трухін отримує запрошення від очолюваного «Кримтеплиці» Михайла Сачка перейти в його команду. І незабаром футболіст повернувся в кримську команду, де стабільно грав в основному складі. Не похитнулися позиції крайнього півзахисника і після зміни головного тренера, при довелось очолити в 2009 році команду російському фахівцеві Геннадія Морозова, Трухін продовжував стабільно виходити в стартовому складі. У жовтні 2009 року, після серії невдалих ігор, Морозов змушений був покинути свій пост, а колектив очолив Олександр Севідов. Але і при новому наставнику Дмитро продовжував залишатися одним з лідерів кримської команди, де Севідов використовував його не тільки на лівому фланзі півзахисту, а й на позиції крайнього захисника. Після першої частини сезону 2010/11, за підсумками голосування на клубному сайті, Дмитро Трухін був визнаний найкращим гравцем команди з Молодіжного. Всього ж відігравши в сезоні за «тепличників» у 28 поєдинках з 34, влітку 2011 року Дмитро перейшов в «Закарпаття», куди його запросив, очоливший на той час ужгородську команду, Олександр Севідов.
У новій команді півзахисник дебютував 16 липня 2011 року, в матчі проти кіровоградської «Зірки», досить швидко вписався в основний склад закарпатського колективу, вже після свого четвертого поєдинку потрапив до символічної збірної туру першої ліги, а 26 серпня відзначився і першим голом у складі закарпатців, вразивши ворота суперників у виїзному матчі проти «Динамо-2». Втім основне завдання лівого півзахисника полягала в постачанні своїх партнерів передачами, за підсумками першого кола Трухін увійшов до числа найкращих асистентів ліги. В цілому, перший сезон в ужгородському клубі для Трухіна склався вдало. Уже за три тури до закінчення першості, в матчі «Говерла-Закарпаття» - «Металург» Запоріжжя, завдяки забитому Дмитром на 22 хвилині матчу голу, ужгородська команда завоювала путівку в Прем'єр-лігу, а в наступному турі клуб достроково оформив і своє чемпіонство в першій лізі.
Професійна футбольна ліга України за підсумками сезону 2011/2012 назвала Дмитра Трухіна найкращим гравцем. Також за підсумками даного сезону Дмитро Трухін потрапив до символічної збірної першої ліги за версією сайту «Football.ua» як найкращий лівий півзахисник.

## Сім'я
Одружений. Разом з дружиною Оксаною виховують двох синів - Максима і Дмитра.

## Досягнення
- Кращий гравець першої ліги 2010- 2011 р. у складі «Кримтеплиці» (Сімферополь)
- Переможець першості першої ліги України: (2011/12)
- Переможець зонального турніру другої ліги України: (2003/04)
- Майстер спорту з футболу. Здобув звання Майстра спорту у складі ужгородської «Говерли», виборовши путівку до Прем'єр ліги у 2012 році.